# Йохан Ернст (Ханау-Мюнценберг)
Йохан Ернст фон Ханау-Мюнценберг-Шварценфелс (на немски: Johann Johann Ernst von Hanau-Münzenberg-Schwarzenfels) е от 1641 до 1642 г. последният управляващ граф на Графство Ханау-Мюнценберг. Той наследява през 1641 г. своя роднина Филип Лудвиг III († 21 ноември 1641) в управлението на Графство Ханау-Мюнценберг.

## Биография
Роден е на 13 юни 1613 година в Шварценфелс. Той е син на граф Албрехт фон Ханау-Мюнценберг-Шварценфелс (1579 – 1635) и съпругата му графиня Еренгард фон Изенбург-Бирщайн (1577 – 1637), дъщеря на граф Филип II фон Изенбург-Бирщайн (1526 – 1596) и Ирменгард фон Золмс-Браунфелс (1536 – 1577). 
Той следва в университет Базел, посещава Франция и се връща през 1633 г. Заради Тридесетгодишната война фамилията бяга във Вормс и по-късно в Страсбург, където има големи финансови проблеми. Там баща му умира и той отива с майка си във Франкфурт на Майн.
Йохан Ернст е сгоден през 1641 г. за принцеса Сузана Маргарета фон Анхалт-Десау (1610 – 1663), дъщеря на княз Йохан Георг I фон Анхалт-Десау.
Той умира неженен и бездетен на 12 януари 1642 година в Ханау след седемседмично управление от неправилно лекувана едра шарка. Той е погребан на 26 февруари 1642 г. във фамилната гробница в църквата Мария в Ханау. Наследен е от още малолетния Фридрих Казимир фон Ханау.